# He Kexin
He Kexin (n. 1 ianuarie 1992, Beijing, Republica Populară Chineză) este o gimnastă artistică chineză, medaliată olimpică. A participat la 2 ediții ale Jocurilor Olimpice (2008, 2012) în care a câștigat două medalii de aur și o medalie de argint.